# Epicerura bivittata
Epicerura bivittata är en fjärilsart som beskrevs av Sergius G. Kiriakoff 1954. Epicerura bivittata ingår i släktet Epicerura och familjen tandspinnare. Inga underarter finns listade i Catalogue of Life.